# Теслав
Теслав (иначе Тетслав, Тетислав, Чеслав; умер после 1170/ранее 1181) — не позднее 1164 года — король, после 1168 года — князь Ругии.

## Биография
Померанский хронист Томас Канцов считал Теслава сыном короля Ратислава (умер после 1140), правителя Руян, а того — сыном Круто.
В 1164 году у Саксона Грамматика Теслав упомянут как король Руян.
После захвата в 1168 году Вальдемаром I Рюгена Теслав вместе с братом Яромаром I принял крещение из рук Абсалона, епископа роскильского, и стал вассалом Дании. Братья теперь имели титул князей.
Статуя Святовита была свергнута, вместо разрушенных славянских святилищ было создано 12 христианских церквей
. Как вассал датчан Теслав принимал участие в осаде Штеттина в 1170 году.
После 1170 года о Теславе ничего не известно. В 1181 году Яромар I назван единственным князем Рюгена.